# IRCAM

IRCAM. Фотография 2010 года

IRCAM (фр. Institut de Recherche et Coordination Acoustique/Musique, Институт исследования и координации акустики и музыки) — исследовательская организация в Париже, созданная по поручению Жоржа Помпиду композитором Пьером Булезом для современных музыкальных и музыковедческих исследований. Институт, ассоциированный с Центром Жоржа Помпиду, открылся в 1977 г.
Здание в парижском квартале Бобур (4-й округ) построено в 1990 г. по проекту Ренцо Пиано и Ричарда Роджерса. 

Руководитель Института, с 2006 г.  — Франк Мадлене.

## Деятельность
Спектральный подход к музыкальной композиции (Спектральная музыка) зародился во Франции в начале 1970-х годов и позднее структурно оформился в недрах IRCAM силами таких композиторов, как Жерар Гризе и Тристан Мюрай.

## Композиторы, работавшие в IRCAM
В рамках исследовательских программ IRCAM работали многие современные композиторы и исполнители, среди которых:
- Жорж Апергис
- Викинтас Балтакас
- Лучано Берио
- Харрисон Бёртуистл
- Пьер Булез
- Линда Бушар
- Зейнеп Гедизлиоглу
- Винко Глобокар
- Жерар Гризе
- Эдисон Денисов
- Паскаль Дюсапен
- Джон Кейдж
- Янис Ксенакис
- Микаэль Левинас
- Магнус Линдберг
- Филипп Манури
- Мартин Маталон
- Изабель Мундри
- Тристан Мюрай
- Янош Недьеши
- Эммануэл Нуниш
- Луис де Пабло
- Брис Позе
- Анри Пуссёр
- Терри Райли
- Фаусто Ромителли
- Кайя Саариахо
- Марко Строппа
- Карэн Танака
- Адриана Хёльцки
- Чин Ынсук
- Карлхайнц Штокхаузен
- Карлхайнц Эссль

## Издания IRCAM
Институт включает в себя издательство, выпускает ряд журналов: Les Cahiers de l’IRCAM (с 1992), L’inouï: revue de l’IRCAM (с 2005), L'étincelle (с 2006) и др.